# Rom Paper
Rom Paper este cel mai important producător de șervețele din România.
Compania este deținută de soții Nicoleta și Claudiu Puchin, care au pornit afacerea în anul 2002.
În prezent (mai 2011), Rom Paper deține o cotă de 30% pe piața șervetelelor de masă și de 40% pe cea a servețelelor la cutie din România.
Fabrica Rom Paper se află în localitatea Cristian, județul Brașov.
În anul 2010, Rom Paper a avut o cifră de afaceri de 15,5 milioane de lei, în creștere cu 45% față de anul 2009.